# Bricelet
El bricelet (de l'alemany bretzel; a principis del segle XX encara es troben casos d'ús de la grafia brisselet en francès, però està en desús.) és un pastís que consisteix en una massa dolça d'origen suís, sobretot elaborat a l'oest de Suïssa. És un tipus de gofra rodó molt fi, elaborat amb mantega, ous i farina, i té figures plasmades a les seves cares, que es realitzen amb la briceletera, una planxa especial per realitzar el bricelet. Un cop fets, es refreden sobre un pal de fusta de manera que adquireixen una forma ciclíndrica. Les receptes varien d'una regió a una altra i poden contenir mantega o nata fresca. Existeixen versions salades, amb formatge o comí, que se serveixen com a aperitiu. De fet, és una varietat de l'oblia.

## Història
Es té constància de la producció de bricelets a Suïssa des de 1552, probablement en relació amb la fabricació d'hòsties. Un text trobat al Cantó de Friburg parlava d'una planxa per fer bresie. Fins al segle xix, les planxes per fer bricelets eren de ferro forjat, amb motius gravats. Les eines que permetien la producció de decoracions incises a les planxes no van aparèixer fins llavors.

## El bricelet a l'Argentina
Els bricelets també són molt habituals a la zona central de la província de Santa Fe, a l'Argentina, específicament a Colònia Belgrano. Allà se celebra la Festa Provincial del Bricelet cada 8 de març, on prop de 3000 persones es reuneixen per gaudir de la gastronomia de la colònia.